# Naděžda Kubinská-Hanáková
Naděžda Kubinská-Hanáková (též Naděžda Hanáková-Brzobohatá, 26. března 1925 Omice – 7. června 2015 Brno) byly kostýmní a textilní výtvarnice, šperkařka a scénografka. Vystudovala Střední školu umění a designu Brno. Navrhovala kostýmy pro brněnské Janáčkovo divadlo a pražské Národní divadlo. Vedle toho její dekorace zdobily různé firemní či veřejné objekty po celé republice. Ve svých špercích kombinovala kovové prvky, modurit či autolaky. Pro Národní divadlo navrhla například kostýmy pro operu Maškarní ples od Giuseppe Verdiho poprvé hrané v sezóně 1967/1968, v Janáčkově divadle kostýmy pro Krvavou svatbu od Sándora Szokolaye uvedenou v sezóně 1970/1971. Z ostatních prací lze uvést:
- skříňky v dětském koutku obchodního domu PRIOR Pardubice, 1974;[4]
- dekorativní stěnu vládního salónku na letišti Brno-Tuřany, 1975;[5]
- květinovou kompozici na překližce pro květinový salónek hotelu Continental v Brně, 1980;[6]
- skleněné kompozice pro obřadní síň ve Slušovicích, 1980[7] či
- květinové koláže v rámu pro kavárnu hotelu Internacional v Brně, 1981.[8]

V roce 1958 ji ve svém díle zpodobnila brněnská sochařka Sylva Lacinová.